# Palmira (Chiriquí)
Palmira es un corregimiento del distrito de Boquete en la Chiriquí, Panamá. La localidad tiene 1.776 habitantes (2010). Este es uno de los tres corregimientos que originalmente conformaban el distrito de Boquete (Bajo Boquete, Palmira y Caldera).  Posteriormente, se crearon otros tres corregimiento, a saber, Los Naranjos, Jaramillo y Alto Boquete, este último se creó a partir de la segregación de territorio que formaban parte de Palmira y de Bajo Boquete.

## Toponimia
El origen del nombre Palmira, tiene varias versiones pero ninguna de ellas es segura. A inicios del siglo XX, Belisario Porras, en sociedad con el general colombiano Luis Alberto Tovar fueron propietarios de grandes extensiones de terrenos en la región. Tovar comenzó a cultivar café y caña y levantó la finca Palmira, nombre que le puso en remembranza a su pueblo natal de Colombia, y posteriormente se adoptó como nombre oficial para el corregimiento.

## Generalidades
El lugar cuenta con tres sectores principales poblados. Palmira Centro, Palmira Abajo y Palmira Arriba.  Otros poblados o sectores son Cañas Verdes, La Colonia y Los Lajones. Palmira Centro es el poblado cabecera del lugar. Posee clima agradable y belleza natural de sus paisajes. Palmira Abajo se encuentra más al sur, su clima es un poco más seco y árido en verano, pero es un lugar hermoso cubierto de vegetación, aves y especies de mamíferos en todas las épocas del año. Palmira Arriba es más cercano al volcán Barú y por lo tanto es más fresco y su fauna es distinta. Posee gran variedad de aves y mamíferos.

## Geografía

### Relieve
Con 57,7 km², Palmira es uno de los corregimientos con las tierras más altas de Panamá, ya que la mayor parte de las laderas del Volcán Barú se encuentran dentro de los límites de este corregimiento y comparte la cima con el corregimiento de Los Naranjos 4.  
Así que gran parte del parque nacional Volcán Barú forman parte del territorio de Palmira. La mayoría de su territorio se encuentra por encima de los 1000 m s. n. m. y el poblado principal Palmira Centro se eleva a 1120 m s. n. m.

### Límites
| Noroeste: Paso Ancho (Tierras Altas)   | Norte: Los Naranjos y Bajo Boquete            | Noreste: Bajo Boquete             |
| Oeste: Cordillera y Paraíso (Boquerón) |                                               | Este: Bajo Boquete y Alto Boquete |
| Suroeste: Guacá (David)                | Sur: Potrerillos y Potrerillos Abajo (Dolega) | Sureste: Alto Boquete             |

Dentro de los límites norte y oeste se encuentra el parque nacional Volcán Barú.

### Clima
Palmira cuenta con el clima templado de las montañas de Panamá. Con estación húmeda y lluviosa de mayo a noviembre y seco y frío de noviembre a abril, pero generalmente es fresco todo el año. Con temperaturas anuales que fluctuan entre los 16 y 26 °C en Palmira Centro.

### Hidrografía
La región es bañada por cuatro  ríos principales: el río Colgá  que nace a más de 2700 m s. n. m., el río Quisingá que nace en las laderas del volcán Barú y que sirve de límite con Potrerillos Distrito de Dolega, el río Eliot y el río Emporio del cual mayor parte de su caudal funciona como límites con el corregimiento de Alto Boquete; otros pequeños riachuelos forman parte de la hidrografía del lugar, como la quebrada de los Cedros, por ejemplo. Sus ríos, en su mayoría son caudalosos, de corrientes rápidas por su topografía pero no representan peligro de inundaciones ya que por lo accidentado de su terreno estos poseen su propio cañón.

### Biodiversidad
También posee una extensa variedad de flora y fauna mamíferos y aves propia de la región de las tierras altas de la provincia de Chiriquí.

## Historia

### Época precolombina
Los primeros pobladores de este sector, al igual que el resto del distrito de Boquete y el occidente chiricano fueron los indios Doraces. Pero no se ha encontrado suficiente evidencias de asentamientos en Palmira, excepto que por tradición oral de los tatarabuelos a los actuales pobladores se les han transmitido historias indicando que al llegar los españoles a estas tierras estaban habitadas por los indios Doraces (Dorasques).

### Época colonial
Este sector estuvo habitado por españoles, quienes se dedicaron al cultivo de café, a la cría de ganado y animales de granja y a la cacería. Al paso del tiempo emigraron otras familias, procedente de sectores aledaños como David, Dolega, Gualaca y otros sectores quienes con el tiempo se radicaron en el área.

### Época republicana
El corregimiento de Palmira fue creado bajo el acuerdo municipal n.º 129 del 20 de febrero de 1956, sustentado en el hecho del crecimiento de la población del censo de 1950, que cifraba una población de 400 habitantes para entonces.
Palmira Centro se pobló primero que las otras comunidades. Este es uno de los tres primeros corregimientos que formaron el distrito de Boquete.

## Economía
Por su tipo de clima y su localización geográfica en las faldas del volcán Barú, su principal actividad económica es el cultivo de café de altura, la agricultura, la ganadería (leche) y las flores.

## Fiestas
Las fiestas patronales de Palmira se celebran el 15 de mayo, en esta fecha se hacen fiestas religiosas y cívicas. Además, como en el resto del país se celebran fiestas nacionales como el 3 de noviembre, separación de Panamá de Colombia y se realizan desfiles estudiantiles y competencias deportivas además de los actos cívicos.